# Datong
Datong (xinès tradicional: 大同, xinès simplificat: 大同, pinyin: Dàtóng, Wade-Giles: Ta-t'ung) és una ciutat a nivell de prefectura al nord de la Província Shanxi de la Xina, localitzada a pocs centenars de quilòmetres a l'oest pel carril de Beijing amb una elevació de 1090 metres. Té una població d'aproximadament 3.110.000 persones.